# Conacul Stolnicului Constantin Cantacuzino
Conacul Stolnicului Constantin Cantacuzino (construit în 1696) este un monument istoric, aflat în comuna Afumați, Ilfov, ce datează din secolul XVII. Acesta a fost locul de reședință a lui Constantin Cantacuzino dar și locul de studiu a lui Constantin Brâncoveanu.
În prezent, conacul este administrat de către firma SC AGROINDAF SA. 